# Structures from Silence
Structures from Silence (1984) este cel de-al treilea album al compozitorului și muzicianului American de muzica ambient Steve Roach. Acesta e primul său album pur textural, cu o atmosferă blîndă, lină și întunecată, spre deosebire de celelalte albume ale sale.
O versiune remasterizată a acestui album, cu o copertă diferită, a fost lansată în 2001 de casa de discuri Projekt Records.

## Lista pieselor
1. ”Reflections in Suspension” – 16:39
2. ”Quiet Friend” – 13:15
3. ”Structures from Silence” – 28:33

### Release-ul video
În 1987 a fost lansată o ediție pe VHS, intitulată Structures from Silence. Ea conținea imagini create de Marianne Dolan, ajustate piesei cu titlul albumului. Această ediție video a fost de asemenea lansată și pe CD, sub titlul de Space Dreaming.

## Personal
Toate piesele sunt înregistrate, compuse, produse și interpreate de Steve Roach în The Timeroom, Culver City California. Intensificările spațiale de Kevin Braheny și Michael Stearns.
Ediția 2001: Remasterizată de Roger King. Imaginea coperții de Steve Roach. Fotografiile din interior de Jim Stimson. Layout-ul de Sam Rosenthal.